# Seznam latvijskih dirigentov
Seznam latvijskih dirigentov.

## D
- Emīls Dārziņš

## J
- Arvids Jansons
- Mariss Jansons

## K
- Alfrēds Kalniņš
- Sigvards Kļava
- Gido Kokars
- Imants Kokars

## L
- Jānis Liepiņš

## N
- Andris Nelsons

## P
- Kaspars Putniņš

## S
- Māris Sirmais